# Rognan (stacja kolejowa)
Rognan – kolejowy przystanek osobowy w Rognan, w regionie Nordland w Norwegii, jest oddalony od Trondheim o 647,76 km. Jest położony na wysokości 12,4 m n.p.m.

## Ruch dalekobieżny
Leży na linii Nordlandsbanen. Obsługuje północną i środkową część kraju. Stacja przyjmuje dziesięć par połączeń z czego sześć par dziennie jedzie dalej do Mosjøen i trzy do Trondheim.

## Obsługa pasażerów
Poczekalnia, kasa biletowa, automat biletowy, parking na 20 miejsc, parking rowerowy, kawiarnia, ułatwienia dla niepełnosprawnych, schowki bagażowe, wózki bagażowe, pokój obsługi niemowląt,przystanek autobusowy, postój taksówek.